# Měkynec
Měkynec (en allemand : Mikienetz ou Miekinetz) est une commune du district de Strakonice, dans la région de Bohême-du-Sud, en République tchèque. Sa population s'élevait à 52 habitants en 2020.

## Géographie
Měkynec se trouve à 15 km au sud-est de Strakonice, à 39 km au nord-ouest de České Budějovice et à 107 km au sud-sud-ouest de Prague.
La commune est limitée par Bílsko au nord et à l'est, par Budyně au sud-est, par Krajníčko au sud et au sud-ouest, par Skály à l'ouest.

## Histoire
La première mention écrite du village date de 1334.